# Jacob Praetorius den ældre
Jacob Praetorius (født omkring 1520 i Magdeburg, død 1586 i Hamburg) var en tysk organist og komponist.
Kun lidt er kendt om Praetorius' liv. Sandsynligvis fik han oplæring i hjembyen af Martin Agricola. Fra 1555 og til sin død fungerede Praetorius som organist og kirkemusikkomponist ved to kirker i Hamborg.
Også sønnen Hieronymus og sønnesønnen Jacob var fremtrædende musikere.

## Værker
I 1566 offentliggjorde Praetorius Opus musicum excellens et novum, en samling med over 200 værker af tyske og nederlandske komponister. Bare et Te deum laudamus a 4 er med sikkerhed komponerede af Jacob Praetorius selv, og af denne er bare første del bevaret. Praetorius offentliggjorde endvidere en samling af koraler i 1554. Videre er Veni in hortum meum a 4 enten komponeret af ham selv eller af sønnesønnen Jacob Praetorius den yngre.